# ТЕЦ Гданськ (Lotos)
54°20′46″ пн. ш. 18°43′46″ сх. д. / 54.34611° пн. ш. 18.72944° сх. д.
ТЕЦ Гданськ (Lotos) — теплоелектроцентраль у на півночі Польщі, котра належить нафтопереробному заводу компанії Lotos.
У 1973—1974 роках для забезпечення потреб Гданського НПЗ ввели в експлуатацію теплоелектроцентраль, що мала обладнання французького виробництва: 2 мазутні котли компанії Lentjes продуктивністю 160 тонн пари на годину, дві турбіни Cresuot-Loire потужністю по 15 МВт та генератори Jeumont.
В 1994-му та 1998-му додатково змонтували два так само мазутні котли виробництва польської компанії Rafako з Рацибужа, здатні продукувати 145 тонн пари на годину, що довело теплову потужність станції до 448 МВт.
З 2014-го всі котли перевели на природний газ, котрий може надходити в район Гданська із західного (трубопровід Щецин – Гданськ) та південного (газопровід від Влоцлавеку) напрямів.